# Петров, Николай Петрович (музыкант)
Николай Петрович Петров (24 октября 1960, Первоуральск — 4 апреля 2002, Екатеринбург) — советский и российский гитарист, аранжировщик, продюсер.

## Биография
Учился в музыкальном училище им. Чайковского, где учился и Алексей Могилевский. Вместе с Могилевским они создали музыкальный проект «Ассоциация» (полное название «Ассоциация содействия возвращению заблудшей молодёжи на стезю добродетели»), изначально существовавший в виде дуэта. В «Ассоциации» Петров был гитаристом, вокалистом и аранжировщиком.
После окончания музыкального училища работал преподавателем по классу акустической гитары в музыкальной школе Первоуральска и одновременно работал ресторанным музыкантом. Именно на второй работе он вошёл в состав диско-поп-группы «Первоуральск», с которой проработал вплоть до 1988 года.
После ухода Могилевского из «Наутилуса» активизируется деятельность «Ассоциации». В 1989 году Николай Петров увольняется из музыкальной школы и начинает работать в кружке одного из Домов культуры, что оставляло больше времени для занятий собственным творчеством.
В начале 1990-х Петров сотрудничает вместе с Александром Пантыкиным, играет в группе «Апрельский марш».
В 1994 году Могилевский возвращается в Nautilus и после ухода из группы гитариста, рекомендует Петрова на его место. В мае 1994 года Петров становится соло-гитаристом группы оставался в таковом качестве до распада «Наутилуса» в июне 1997 года.
С осени 1998-го играл в группе «Поезд куда-нибудь».
Скончался 4 апреля 2002 года в Екатеринбурге после продолжительной болезни. Похоронен в Первоуральске на городском кладбище.

## Дискография
«Ассоциация…»
- «Угол» (1986)
- «Команда 33» (1987)
- «Калейдоскопия» (1988)
- «Клетка для маленьких» (1989)
- «Сторона» (1990)
- «Щелкунчик» (1991)
- «Greatest Hits 86-96» (1996)

«Первоуральск»
- «На Чусовой реке» (1988)

«Апрельский марш»
- «Сержант Бертран» (1994)

«Наутилус Помпилиус»
- «Отчёт 1983—1993» (1993)
- «Крылья» (1995)
- «Акустика» (1996)
- «Атлантида» (1997)

«Поезд Куда-нибудь»
- «ФЭН 11.09.1999» (1999)
- «Поезд куда-нибудь» (1999)
- «Сквозь стекло» (2002)